# Ploegsteert Memorial
Het Ploegsteert Memorial is een oorlogsmonument ter ere van Britse gesneuvelden uit de Eerste Wereldoorlog, gelegen in het Belgische dorp Ploegsteert. Het herdenkingsmonument staat op de Britse militaire begraafplaats Berks Cemetery Extension, net ten noorden van het dorpscentrum langs de weg naar Mesen (N365) in het Ploegsteertbos. Het wordt onderhouden door de Commonwealth War Graves Commission en herdenkt 11.390 Britse militaire die in de omgeving sneuvelden, maar geen gekend graf hebben. Het cirkelvormig gebouw is ontworpen door Harold Bradshaw. Binnenin bevinden zich panelen waarin de namen van de gesneuvelden zijn gegraveerd. De site staat sinds 2023 op de Unesco-Werelderfgoedlijst als onderdeel van inschrijving Begraafplaatsen en herdenkingssites van de Eerste Wereldoorlog (Westelijk Front).

## Geschiedenis
Net ten noorden van de plaats bevond zich een kruispunt dat de Britten Hyde Park Corner noemden. Aan de oostkant van de weg Ploegsteert-Mesen begon men al in april 1915 met de aanleg van een begraafplaats, de Hyde Park Corner (Royal Berks) Cemetery, die in gebruik zou blijven tot in het najaar van 1917. In 1916 begon men een uitbreiding aan de westelijke kant van de weg, de Berks Cemetery Extension. Deze laatste werd in 1930 uitgebreid toen de begraafplaats Rosenberg Chateau Military Cemetery and Extension werd ontruimd en centraal werd het Ploegsteert Memorial opgetrokken.
Het monument herdenkt de vermiste soldaten uit een sector die wordt begrensd door de lijn Kaaster - Dranouter - Waasten langs de Douvebeek in het noorden en de lijn Haverskerke - Stegers - Fournes-en-Weppes, deels langs de Leie, in het zuiden. In dit gebied lagen onder meer de steden Hazebroek, Meregem, Belle en Armentières en ook het Niepebos en het Ploegsteertbos. Veel soldaten kwamen hier niet om tijdens grote slagen maar tijdens dagelijkse schermutselingen.
Aanvankelijk wilde men een monument oprichten in Rijsel. Het Ploegsteert Memorial werd ingewijd op 7 juni 1931 door de hertog van Brabant, de latere koning Leopold III. Elke eerste vrijdag van de maand wordt hier de Last Post geblazen.

## Namen
Er worden 3 dragers van het Victoria Cross (VC) herdacht:
- William Hackett, soldaat bij de 254th Tunnelling Coy. Royal Engineers, stierf op 27 juni 1916. Tijdens het uitgraven van een tunnel ontplofte een Duitse mijn waardoor hij met nog vier anderen opgesloten werd. Na uren graven konden drie van hen ontsnappen maar de vierde makker die zwaar gewond was weigerde hij achter te laten. De gang stortte verder in en beide mannen stierven. Voor deze daad van moed en zelfopoffering ontving hij het V.C. Hij was 43 jaar.
- James Mackenzie, soldaat bij het 2nd Bn. Scots Guards, sneuvelde op 19 december 1914. Hij was 27 jaar.
- Thomas Tannatt Pryce, kapitein bij de Grenadier Guards. Hij ontving ook tweemaal het Military Cross (MC and Bar) en sneuvelde op 13 april 1918. Hij was 32 jaar.

Er zijn meer dan 300 militairen die één of meerdere onderscheidingen hebben ontvangen.
Er worden drie militairen herdacht die wegens desertie werden gefusilleerd:
- Archibald Browne, soldaat bij het 2nd Bn. Essex Regiment, op 19 december 1914. Hij was 26 jaar.
- Albert Henry Pitts, soldaat bij het 2nd Bn. Royal Warwickshire Regiment, op 8 februari 1915.
- Thomas Hope, soldaat bij het 2nd Bn. Leinster Regiment, op 2 februari 1915.[1]